# Ipfw
O ipfw, ou ipfirewall, é o firewall padrão do FreeBSD. 

## Comandos Básicos
O ipfw deve ser utilizado com a conta root, pois necessita de permissão máxima.

### Visualizar as regras
Para visualizar as regras em uso pelo firewall basta utilizar o parâmetro show

Ex.: 

ipfw show
65000 27503703 16411153839 allow ip from any to any
65535        0           0 allow ip from any to any

### Adicionar novas regras
Para adicionar um bloqueio de acesso a um determinado ip basta utilizar

ipfw add NUMERO_REGRA deny all from any to IP_DO_USUARIO

### Remover regras
Para remover a regra utilize

ipfw delete NUMERO_REGRA
Veja mais detalhes em Documentação online do freebsd